# Medagliere dei XVIII Giochi olimpici invernali
Il medagliere dei XVIII Giochi olimpici invernali è una lista che riporta il numero di medaglie ottenute dai comitati olimpici nazionali presenti ai Giochi olimpici invernali di Nagano 1998, che si sono tenuti dal 7 febbraio al 22 febbraio 1998. Un totale di 2 180 atleti, provenienti da 72 nazioni, ha partecipato a 68 diversi eventi sportivi, relativi a quattordici discipline.

## Medagliere
Nazione ospitante 
| Pos.   | Paese         | Oro | Argento | Bronzo | Totale |
| ------ | ------------- | --- | ------- | ------ | ------ |
| 1      | Germania      | 12  | 9       | 8      | 29     |
| 2      | Norvegia      | 10  | 10      | 5      | 25     |
| 3      | Russia        | 9   | 6       | 3      | 18     |
| 4      | Canada        | 6   | 5       | 4      | 15     |
| 5      | Stati Uniti   | 6   | 3       | 4      | 13     |
| 6      | Paesi Bassi   | 5   | 4       | 2      | 11     |
| 7      | Giappone      | 5   | 1       | 4      | 10     |
| 8      | Austria       | 3   | 5       | 9      | 17     |
| 9      | Corea del Sud | 3   | 1       | 2      | 6      |
| 10     | Italia        | 2   | 6       | 2      | 10     |
| 11     | Finlandia     | 2   | 4       | 6      | 12     |
| 12     | Svizzera      | 2   | 2       | 3      | 7      |
| 13     | Francia       | 2   | 1       | 5      | 8      |
| 14     | Rep. Ceca     | 1   | 1       | 1      | 3      |
| 15     | Bulgaria      | 1   | 0       | 0      | 1      |
| 16     | Cina          | 0   | 6       | 2      | 8      |
| 17     | Svezia        | 0   | 2       | 1      | 3      |
| 18     | Danimarca     | 0   | 1       | 0      | 1      |
| 18     | Ucraina       | 0   | 1       | 0      | 1      |
| 20     | Bielorussia   | 0   | 0       | 2      | 2      |
| 20     | Kazakistan    | 0   | 0       | 2      | 2      |
| 22     | Austria       | 0   | 0       | 1      | 1      |
| 22     | Belgio        | 0   | 0       | 1      | 1      |
| 22     | Gran Bretagna | 0   | 0       | 1      | 1      |
| Totale | Totale        | 69  | 68      | 68     | 205    |